# Politiche territoriali
Per politiche territoriali si intendono le attività generalmente portate avanti dall'amministrazione pubblica e che hanno come oggetto il controllo e le trasformazioni del territorio. Più recentemente, il termine  è passato ad indicare anche tutte le altre azioni collettive che hanno per oggetto problemi collettivi legati al territorio.
In passato, le politiche erano ristrette a tre ambiti:
- programmazione economica, nata con l'analisi delle economie regionali;
- pianificazione urbanistica;
- pianificazione territoriale.